# 2 Bal
 (mars 2017).
Si vous disposez d'ouvrages ou d'articles de référence ou si vous connaissez des sites web de qualité traitant du thème abordé ici, merci de compléter l'article en donnant les références utiles à sa vérifiabilité et en les liant à la section « Notes et références ».
2Bal est un groupe de hip-hop français, originaire de Chelles, en Seine-et-Marne. Il est formé à la fin des années 1980 composé des jumeaux Landry et Frédéric Mahoukou, respectivement Doc TMC et G-Kill. D'origine congolaise, ils commencent leur carrière en 1989 à l'âge de dix ans sous le nom BB MC.

## Biographie

### Débuts
Les deux frères commencent le rap très tôt et font des concerts dès leur adolescence sous le nom des BB MC, avec une première scène en 1989 avec le groupe Positif Syndicat. Ils forment ensuite le collectif Ménage à 3 avec les 3 Coups (Lion S & Monsieur R), Ad'Hoc-1 (Mah Jong & Philo), Gued'1 (Kid Mesa, Rick Sweet & Skizo), Krokmitten, à qui Cut Killer consacrera une mixtape spéciale en 1996. Ils viennent de la cité Gambetta et de La Noue Brossard.
Lors d'un entretien avec Le Parisien, le groupe confie que « C’est ici [à Chelles] que s’est constituée une partie de notre famille “rapologique”. À Chelles, on était vus comme « les » musiciens de la ville. Et on a rencontré beaucoup de monde sur la ligne Paris-Meaux ! Comme les gars de La Brigade, qui étaient de Vaires, ou Mystik et les DJ White et Spirit qui venaient de Meaux. On se croisait tout le temps dans le train mais aussi à des concerts ou des soirées sur Paris et autour. »

### 3x plus efficace
En 1996, les 2Bal sortent en compagnie des 2Neg', l'album 3x plus efficace, qui sera considéré comme un classique du rap français, ; cet album connaitra un succès commercial et les 2Bal 2Neg' entameront une tournée nationale, une première pour un groupe indépendant. Un album produit et réalisé par Tefa et Masta de Kilomaître Production, et White et Spirit qui produiront la bande originale du film Ma 6-T va crack-er et sur laquelle ils posent sur La sédition en compagnie de Mystik. Les 2Bal (à l'époque 2Bal Niggets) commencent leur histoire avec le rappeur sombre et marginal Krokmitten qui est à l'origine du Ménage à 3. Krokmiten s'associe aux 2Bal pour les premières apparitions du groupe (Predator III sur Time Bomb, 3x plus efficace sur Hostile Hip Hop…) et pour l'album commun avec les 2Neg' (Eben, Niro et Kicklow) mais disparaîtra du groupe après ce dernier. Les deux frères rejoignent ensuite le collectif Bisso Na Bisso en compagnie d'Ärsenik, Passi et Mystik et sortent l'album Racines en 1999.  

### Condamnation de Landry
En 1999, Landry Mahoukou est condamné à 17 ans de prison dans une affaire de vol à main armée (cambriolage), séquestration et actes de barbarie sur une mère et sa fille dans une maison située à Pomponne. Voulant trouver un hypothétique coffre-fort pour lequel il était venu, Landry fait subir aux deux femmes le supplice de la baignoire, « la tête plongée sous l’eau jusqu’à suffocation. » L’un de ses complices violera également la fille. En appel, la cour d’assises de Paris le condamne en 2002 à treize ans de prison.

### Années 2000 et 2010
Doc TMC étant incarcéré, G-Kill multiplie les apparitions solo et sort même un street album en 2004, Naufragé du temps. D.O.C sort de prison en 2006, et retrouve rapidement les studios d'enregistrement. Le groupe sort dans les bacs le street album intitulé Mapassa qui regroupe leurs apparitions et une dizaine d'inédits en novembre 2007.
À l'occasion des 20 ans de la sortie de 3x plus efficace, les groupes 2 Bal 2 Neg' se reforment pour un concert, le 2 juin 2016 à La Bellevilloise, dans le cadre du festival Paris Hip Hop 2016.

## Famille
Les 2Bal sont les cousins de Passi (soit la moitié du Ministère AMER avec son partenaire Stomy Bugsy) et de Monsieur R (qui forme Les 3 Coups avec Lion'S et ancien des Malfrats Linguistique, les actuels Starflam de Belgique), le deuxième faisant partie également du collectif Ménage à 3. Ils sont également les cousins du chanteur Welcome Bony et de sa sœur X-Ena (Ancienne membre du groupe de rap hardcore EK-Tomb très proche du MA3). Leur grand frère Shuga Shug, membre du groupe de RnB Afrodiziac, s'occupait même de la partie rappée de certains de leurs morceaux.
Leur frère Barbe Rish est journaliste/chroniqueur sur le thème du rap, notamment en radio ou des podcasts (émission la récré avec Driver notamment).

## Discographie

### Albums et compilations
- 1996 : 3 x Plus Efficace (2 Bal 2 Neg')
- 1996 : Cut Killer - Mixtape Spéciale Ménage à 3 (Ménage à 3)
- 1999 : Racines… (Bisso Na Bisso)
- 1999 : Live (Bisso Na Bisso)
- 2002 : Tome III (Ménage à 3)
- 2004 : Naufragé du temps (G-Kill)
- 2007 : Mapassa (CD 12 titres inédits + CD best of 2Bal)
- 2009 : Africa (Bisso Na Bisso)
- 2009 : Souvenirs (CD Best Of MA3 + CD Mixtape Cut Killer) (Ménage à 3)
- 2011 : Block 3 (Doc TMC)
- 2012 : 2 Bal 2+

### Apparitions
- 1994 : Dingue (Original Version) sur la compilation Sortir du tunnel
- 1996 : Quand je pense à lui (Mapassa Remix) - Princess Erika feat. 2Bal sur le maxi Quand Je Pense A Lui de Princess Erika
- 1996 : Predator III - 2Bal Niggets sur la compilation Time Bomb Volume 1
- 1996 : 3 fois plus efficace - 2Bal Niggets feat. Niro (2Neg') sur la compilation Hostile Hip Hop
- 1996 : C'est de la bal - 2Bal inédit sorti sur le street album Naufragés Du Temps de G-Kill sorti en 2004
- 1996 : Shame on U (P4 Remix) - Ophélie Winter feat. G-Kill sur la réédition de l'album No Soucy! d'Ophélie Winter
- 1996 : Le underground s'exprime chapitre III - Da Mayor (A l'Arraché), Téo (Sampleur et Sans Reproche), 2Bal Niggets, E-Kombat, Hasheem (Hip Hop Swing), Melaaz, Rockin' Squat (Assassin), Boss Raw et Air 1 sur le EP Ecrire Contre L'Oubli d'Assassin
- 1997 : La sédition - 2Bal Niggets feat. Mystik sur la B.O. du film Ma 6-T Va Cracker
- 1997 : Sans degré à l'ombre - 2Bal Niggets feat. Monsieur R (Les 3 Coups) et J-Mi Sissoko sur la compilation Hip Hop Soul Party 3 de Cut Killer
- 1997 : Authentiques - Dubmatique feat. 2Bal sur l'album La Force De Comprendre de Dubmatique
- 1997 : Est-ce une vie? - Monsieur R (Les 3 Coups) feat. G-Kill et Lion'S (Les 3Coups) sur l'album Au Commencement de Monsieur R
- 1997 : Au Commencement - Monsieur R (Les 3 Coups) feat. D.O.C. sur l'album Au Commencement de Monsieur R
- 1997 : J'veux en mettre - 2Bal feat. Ärsenik inédit sorti sur le street album Naufragés Du Temps de G-Kill sorti en 2004
- 1997 : Les Soldats - Welcome feat. 2Bal et X-Ena (EK-Tomb) sur l'album Bienvenu de Welcome
- 1997 : Rap art martial - 2Bal feat. Monsieur R (Les 3 Coups) sur la compilation Sous Le Signe Du Dragon
- 1997 : Freestyle - 2Bal sur la mixtape What's the flavor DJ Poska #25
- 1997 : Dans ma rue (Remix) - Mystik, Lino (Ärsenik), Les 2 Doigts & 2Bal Titre destiné à l'album Liaisons Dangereuses de Doc Gynéco remplacé par une autre version
- 1998 : À la vie, à la mort - Ménage À 3 sur la compile Opération Freestyle
- 1998 : Faut que je me range - 2Bal feat. Mystik et Ritmo De La Noche (L'âme Du Razwar) inédit sorti sur le street album Naufragés Du Temps de G-Kill sorti en 2004
- 1998 : Si les lyrics - Hamed Daye (Ministère AMER), 2Bal et Hi-Fi sur le maxi On Fait Les Choses de Première Classe
- 1998 : Comme un oiseau qui s'envole - Monsieur R (Les 3 Coups) feat. D.O.C. sur l'album Mission'R de Monsieur R
- 1998 : Tcha tcha tcha - Monsieur R feat. G-Kill et Djamatik (Nèg' Marrons) sur l'album Mission'R de Monsieur R
- 1998 : Tout est permis - Monsieur R feat. Ménage À 3 sur l'album Mission'R de Monsieur R
- 1998 : Pauvre garçon - Ad'Hoc-1 feat. D.O.C. sur l'album A Bord Du N-333 de Ad'Hoc-1
- 1998 : Confiance - Ad'Hoc-1 feat. G-Kill sur l'album A Bord Du N-333 de Ad'Hoc-1
- 1998 : Confiance (Remix) - Ad'Hoc-1 feat. G-Kill sur la réédition de l'album A Bord Du N-333 de Ad'Hoc-1
- 1998 : La morale des temps nouveaux - D.O.C. sur la compilation Sans Limite de Tonton David
- 1998 : Meilleurs vœux - Kery James (Idéal J), Namor (Prodige Namor) et G-Kill feat. Mano Kid Mesa (Gued'1) sur le maxi Meilleurs Vœux produit par Kilomaître
- 1998 : La Semaine - Ménage À 3 Vs Wise Eyez sur la compilation De Paris à New York : La Rencontre
- 1998 : Affaire non-classée - Pyroman feat. G-Kill sur l'album Le jour Py de Pyroman
- 1999 : Du 77 au 94… (La charge…) - 2Bal 2Neg' sur le maxi Collector de 2Bal 2Neg'
- 1999 : Professeur - Tonton David feat. D.O.C. sur l'album Faut Que Ça Arrête de Tonton David
- 1999 : Miroir du monde - Mystik feat. G-Kill sur l'album Le Chant De L'Exilé de Mystik
- 1999 : Faits divers - Lyr-X feat. 2Bal sur la compilation What's The Flavor de DJ Poska
- 2000 : Roulette russe - G-Kill sur la compilation Time Bomb Les Sessions 01 de DJ Mars
- 2000 : Je m'voyais déjà - G-Kill sur la Compilation L'Hip-Hopée
- 2000 : Planquez-vous - Kertra (Expression Direkt) feat. G-Kill et Manu Key (Different Teep) sur l'album Le Labyrinthe de Kertra
- 2000 : Espoir - Ad'Hoc-1 feat. G-Kill sur l'album Musiques Du Monde de Ad'Hoc-1
- 2000 : Qui sème le vent récolte la tempête - Ritmo De La Noche (L'Âme Du Razwar)et Galsen feat. G-Kill sur la compilation Nouvelle Donne Volume 2
- 2000 : Comme dans un nid de serpents - Nid 2 Serpents feat. G-Kill sur l'album Reptations de Nid 2 Serpents
- 2000 : Les Militants - Base et Acid (La Brigade), Armaguedon, G-Kill feat. Mano Kid Mesa(Gued'1) & JMi Sissoko sur la compilation Les Militants
- 2000 : Si je milite - Monsieur R (Les 3 Coups) feat. G-kill sur la compilation Les Militants
- 2000 : On s'sent mal - Isis feat. G-kill sur la compilation Ghett' Out Vol.1
- 2001 : Je dois me battre - 2Bal 2Neg' feat. JMi Sissoko sur la compilation Mission Suicide de Kilomaître et Eben Prod.
- 2001 : J'peux pas m'taire - Bastos feat. Mass et G-Kill sur le maxi J'peux pas m'taire de Bastos
- 2001 : L'arme - Passi (Ministère AMER) feat. Monsieur R (Les 3 Coups) et G-Kill sur la compilation Sachons Dire :Non Volume 2 de Monsieur R
- 2001 : La fureur de vaincre - Paparazzi et G-Kill sur la compilation Première Classe : Les Faces-à-Faces Volume 2
- 2002 : Ils s'plaignent - G-Kill feat. Mano Kid Mesa (Gued'1) sur la compilation Niroshima Volume 2 de Niro
- 2002 : Impact des mots - G-Kill, Philo (Ad'Hoc-1) et Rohff (Mafia K'1Fry) sur la compilation Mandat De Dépôt
- 2002 : Mon Watermann glisse - G-Kill et Mano Kid Mesa (Gued'1) sur la compilation Dis L'Heure 2 Rimes de Passi
- 2003 : Cette fille - Passi (Ministère AMER), G-Kill & Shydeeh sur la compilation Dis L'heure 2 Zouk de Passi
- 2003 : Un jour de plus - Kertra (Expression Direkt) feat. G-Kill sur l'album Le Labirynthe 2 de Kertra
- 2004 : Calmons-les - G-Kill feat. Manos Kid Mesa (Gued'1) inédit sorti sur le street album Naufragés Du Temps de G-Kill
- 2004 : Jusqu'au bout - G-Kill inédit sorti sur le street album Naufragés Du Temps de G-Kill
- 2004 : Laisse tant que ça tue - G-Kill inédit sorti sur le street album Naufragés Du Temps de G-Kill
- 2004 : Paname AllStars - Sniper feat. Haroun (Scred Connexion), G-Kill et Mano Kid Mesa (Gued'1), L'S-Kdrille, Sinik et Diam's, Salif (Nysay) et Zoxea (Sages Poètes De La Rue), Tandem et 113 sur l'album Gravé Dans La Roche de Sniper
- 2004 : Par tous les moyens - Monsieur R feat. Ménage À 3 sur l'album "Politikment Incorrekt" de "Monsieur R"
- 2005 : Condamnés - G-Kill feat. Bastos sur la compilation Hematon Resurrection de Mac Gregor (Tandem)
- 2005 : J'aime le rap - Ministère AMER feat. G-Kill sur la compilation Illicite Projet de Medeline
- 2005 : Le temps passe - G-Kill, Krokmitten & Angelo sur la compilation Art' East 77 de Label Rouge
- 2005 : Nuits Blanches - G-Kill et Landers sur la mixtape Ultimate Mixtape de Code Style
- 2005 : VIP (Remix) - Les Sales Gosses feat. G-Kill sur l'édition limitée de l'album 12 Ans D'Âge des Sales Gosses
- 2006 :  Le monde se barre en vrille - Poison feat. G-Kill sur le Street CD de Poison Gangsta Rap
- 2006 : Réflexion - D.O.C. sur la compilation Hostile 2006
- 2006 : Ki C ? - G-Kill sur la compilation Phonographe
- 2006 : Sensations fortes - G-Kill feat. Monsieur R (Les 3 Coups) sur la compilation Unity
- 2006 : La vérité blesse - D-Tonation feat. G-Kill sur l'album La Vérité Blesse de D-Tonation
- 2006 : Apologie de la rue Remix - Youssoupha feat. S'Pi, D.O.C., Sarah, Alpha 5.20, Dany Dan, Poison & R'Lyk sur la mixtape Mixtape avant l'album de Youssoupha
- 2006 : Le roi du boogie boogie - G-Kill sur la compilation Dis L'Heure 2 Hip Hop Rock
- 2007 : La porte des secrets - La Comera feat. D.O.C. sur l'album Menace II Society de La Comera
- 2007 : Explicit politik - 2Bal sur la compilation Explicit politik
- 2007 : Manipulation - Passi (Ministère AMER) feat. D.O.C. sur le street album Evolution de Passi
- 2007 : Art 2 guerre - Passi (Ministère AMER) feat. G-Kill sur le street album Evolution de Passi
- 2007 : Incompris - 2Bal sur la compilation Fat Taf 2
- 2007 : Si mes lyrics pouvaient tuer - Hi-Fi feat. 2BAL & Hamed Daye sur la mixtape HistorHi-Fique de Hi-Fi
- 2008 : L'hymne du ghetto Temix - Kayliah feat. D.O.C., Intouchable, Lino & Jacky sur l'album de Kayliah, Caractère
- 2008 : Underground - Black Barbie feat. D.O.C. sur le maxi Underground de Black Barbie
- 2008 : Ne me parle pas - Maréchal feat. D.O.C. sur l'album Barbare de Maréchal
- 2008 : Barbare - Maréchal feat. 2Bal sur l'album Barbare de Maréchal
- 2008 : C'est du rap - Acid (La Brigade) feat. D.O.C. sur l'album Antithèse d'Acid
- 2008 : Le concept - D.O.C. feat. Lyon'S sur la compilation Rap Thug
- 2008 : Xkalibur - Xkalibur feat. D.O.C., Poison & Pit Baccardi sur l'album d'Xkalibur Classé X
- 2008 : La même - 2Bal sur la compile Département 77
- 2009 : Ce qu'ils veulent - Black Barbie feat. D.O.C. sur l'album de Black Barbie, Barbieturique
- 2010 : Kongolais - 2Bal feat. Ärsenik, Ben-J, Humphrey, Loo Grant etc.